# Achaearanea tingo
Achaearanea tingo är en spindelart som beskrevs av Claude Lévi 1963. Achaearanea tingo ingår i släktet Achaearanea och familjen klotspindlar.
Artens utbredningsområde är Peru. Inga underarter finns listade i Catalogue of Life.